# Antimargarita dulcis
Antimargarita dulcis là một loài ốc biển, là động vật thân mềm chân bụng sống ở biển thuộc họ Trochidae, họ ốc đụn.

## Miêu tả
Loài này có kích thước giữa 9 mm and 15 mm

## Phân bố
Loài này phân bố ở vùng biển Nam Cực dọc theo quần đảo Nam Shetland, bán đảo Nam Cực, biển Weddell và biển Ross.